# Jądro (teoria mnogości)
Jądro (zazwyczaj oznaczane {\displaystyle \mathrm {ker} (f)}) – dla dowolnego przekształcenia {\displaystyle f} jest to relacja równoważności zadana przez warunek:
{\displaystyle (x,y)\in \mathrm {ker} (f)\iff f(x)=f(y)}
Alternatywna (równoważna) definicja jest następująca:
{\displaystyle \mathrm {ker} (f)=f\circ f^{-1},}
gdzie {\displaystyle \circ } oznacza złożenie relacji, a {\displaystyle f^{-1}} jest relacją odwrotną do {\displaystyle f.}